# Убаган (река)
Убага́н (каз. Обаған) — река в Костанайской области Казахстана и Курганской области России, крупнейший правый приток Тобола (бассейн Оби). Длина 376 км, площадь водосборного бассейна 50 700 км². Питание снеговое. Летом вода солоноватая.

## Течение
Течёт на север по Тургайской долине, в верховье протекает через озеро Кушмурун. Впадает в реку Тобол с правой стороны, в 909 км от её устья.

## История
Об Убагане присутствует статья в ЭСБЕ:

Убаган река Акмолинской и Тургайской областей (Обага) — правый приток реки Тобол; берёт начало в южных склонах Кушмурунских гор в Акмолинской области и в верховье носит название Бурдулты-Тал. Достигнув Тургайской области, Убаган течёт прямо на север, служа границей между Тургайской и Акмолинской областями около 200 вёрст, и на этом пути проходит через большое озеро Убаган. Затем, не доходя 60 вёрст до северной окраины области, река отклоняется к западу и впадает в Тобол уже в пределах Оренбургской губернии, в 10 верстах от станицы Звериноголовской. Ширина Убагана в некоторых местах достигает 20 саженей; удобных бродов имеет не много, лучший из них Кара-Уткуль (чёрный брод) на Багакалинской караванной дороге, недалеко от впадения в него ручья Ащибуй. Притоков, заслуживающих внимания, Убаган не имеет. Вода на всём протяжении Убагана солёная или горько-солёная.